# البنك البديل

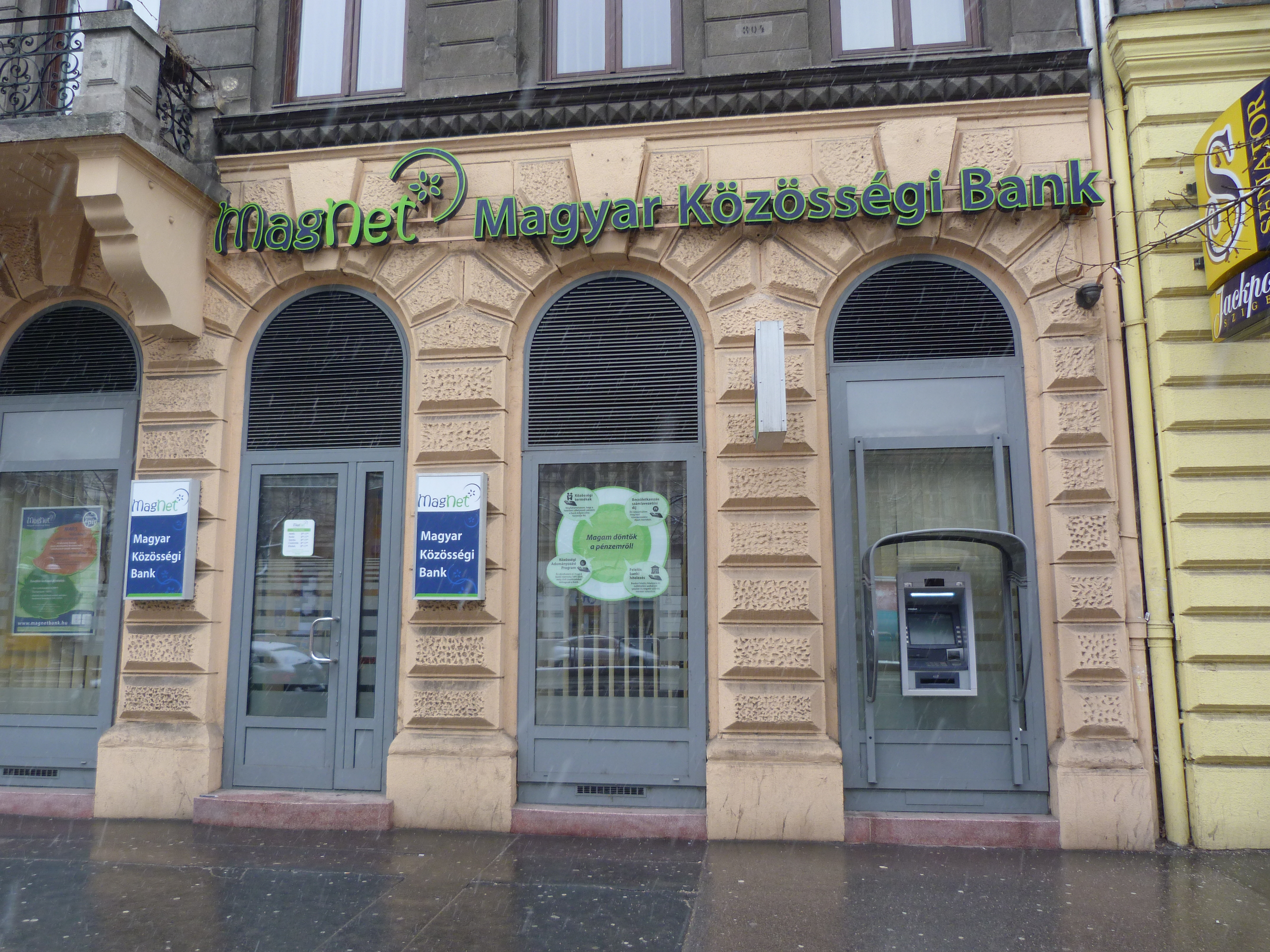

البنك البديل ، المعروف سابقًا باسم إيه بنك ، هو بنك تركي مقره في اسطنبول.

## تاريخ البنك
تأسس البنك في عام 1991 من قبل شركة دوغان القابضة وتم تجنيده في عام 1995.بعد أن أمضى 24 عامًا في الصناعة المصرفية ، فإنه هو شركة تابعة مهمة للبنك التجاري (Q.S.C) ، أحد البنوك الرائدة في قطر ، وواحد من التكتلات الصناعية الرائدة في تركيا The Anadolu Group. يبلغ حجم الأصول 13.1 مليار ليرة تركية (اعتبارًا من نهاية عام 2015) ويعمل البنك عبر فروعه البالغ عددها 54 فرعًا.